# 田辺モット
田辺 モット（たなべ もっと、1959年7月19日 - ）は、京都府在住のスタジオ・ミュージシャン、ベーシストである。1979年にスピニッヂ・パワーでデビュー。1981年の脱退後は、スタジオやライブ・サポートで活動。1997年、桑名正博らとTHE TRIPLE Xを結成。京都の（株）ラグインターナショナルミュージック所属。

## 略歴
中学時代、ザ・ベンチャーズを観に行ってベースの音の存在感に感銘を受け、ベースを弾き始める。
高校時代、バンドを組んでライブ活動を開始。
1979年、友人を頼って上京、スピニッヂ・パワーのベーシストとしてデビュー。
1981年、難波弘之の呼びかけで、そうる透とSENSE OF WONDERに参加。脱退後数多くのスタジオワークやライブサポートをこなす。
1997年、THE TRIPLE X結成に伴い桑名正博らより加入要請があり、岡本郭男と共にメンバー入り、インディーズ・レーベルで2枚アルバムをリリース後、2002年にメジャー・レーベルで「人生の訓示」をリリースしたが、この年で活動休止となる。
2003年から、数多くのスタジオワーク、ライブサポートをこなす一方で、ベース教室の開催やプロデュースを通して後進の育成に務めている。

## ディスコグラフィー
- スピニッヂ・パワー 「Runaway Trip」
- 難波弘之 「飛行船の上のシンセサイザー弾き」（難波弘之の小説のイメージアルバムで、演奏はSENSE OF WONDERが担当）
- THE TRIPLE X 「We Are The Triple X」「Lolita Complex」「人生の訓示」

## 主なサポートアーティスト
| - チャゲ&飛鳥 - 山本達彦 - 柴田恭兵 - 久保田早紀 - 杉山清貴 - 桑名正博 - 河内淳一 - 山崎まさよし - 奥野敦士 - 松原正樹 - ヌーヴォイミグラート | - 原田喧太 - 堀江美都子 - 早見優 - 田原俊彦 - 榊原郁恵 - 三原順子 - Birthday Suit - 本田恭章 - JIVE - 高木麻早 - IZAM |

## その他
現在は「田辺モット」名義で活動しているが、一時期「MOTTO」名義で活動していた。
THE TRIPLE Xの活動休止後、短期間「TRIPLE東京」と名乗って活動していたことがあるが、このTRIPLE東京のメンバー構成の解釈がメンバー間でズレている。田辺は公式サイトで、メンバーを「芳野藤丸・シンシア（シュンケイ（Crystal Kayの母親））・サントリー坂本・岡本郭男・田辺モット」としているが、坂本の公式サイトには「岡本・田辺・芳野・坂本・山本一」と掲載、岡本はファンの質問（ファンサイトに掲載）に対し、「芳野・坂本・田辺・岡本」と答えている。